# Grindwal
Der Grindwal (Globicephala melas), von färöisch grind, > grindahvalur, auch bekannt als Pilotwal oder fälschlich Calderon-Delfin, ist eine Art der Delfine (Delphinidae). Zur Unterscheidung vom Kurzflossen-Grindwal wird er manchmal auch als Gewöhnlicher Grindwal oder Langflossen-Grindwal bezeichnet.

## Merkmale
Das männliche Tier erreicht eine Länge von drei bis sechs, maximal bis zu acht Metern und ein Gewicht von maximal drei Tonnen. Weibliche Tiere sind mit einer maximalen Länge von 6 Metern etwas kleiner. Der Körper ist nahezu zylindrisch, der kugelförmige Kopf ist kaum vom Rumpf abgesetzt und die Melone überragt die sehr kurze Schnauze der Tiere. Die Finne ist bei ausgewachsenen Tieren lang gestreckt und schmal. Dies gilt auch für die Flipper, die fast ein Fünftel der Körperlänge einnehmen können. Die Fluke ist in der Mitte sehr stark eingekerbt.
Die Farbe ist schwarz mit Ausnahme einer weißlichen Partie unterhalb des Kinns, die sich am Bauch entlang als schmale Linie bis zum Anus zieht. Diese Zeichnung erinnert an einen Anker, dessen Spitze zum Kinn der Tiere zeigt. Bei einigen Individuen tritt auch ein heller Bereich hinter dem Auge und ein weiterer hinter der Rückenflosse auf.

## Verbreitung

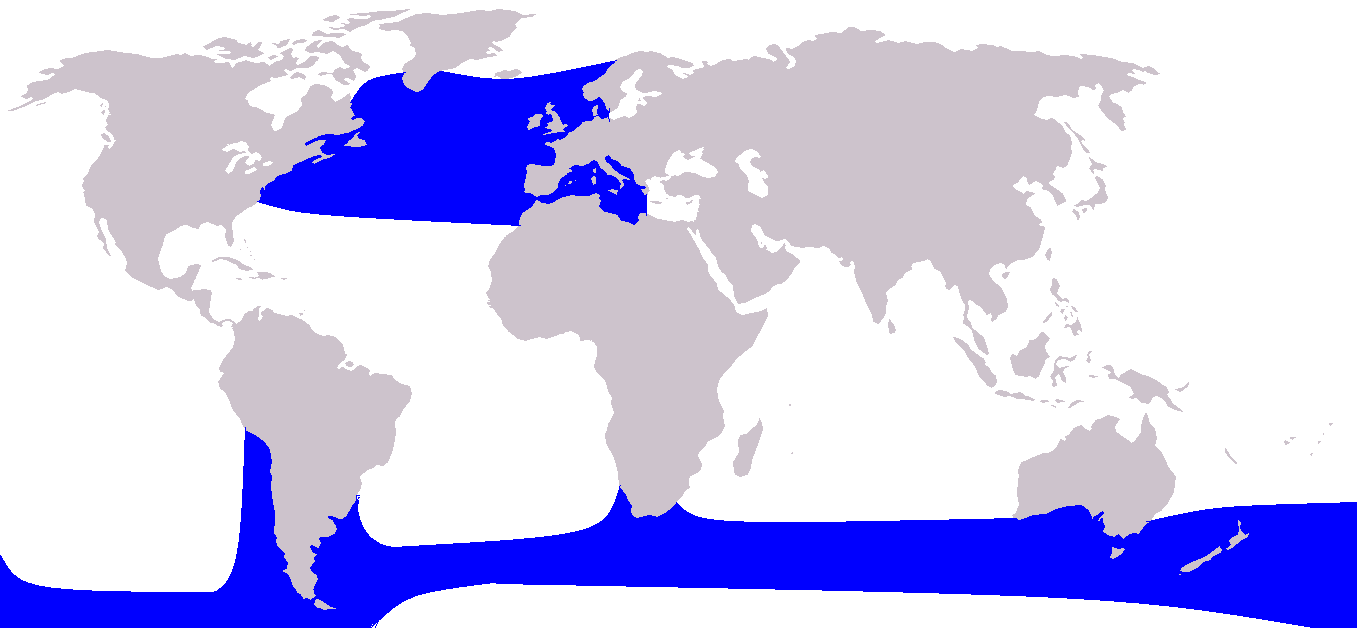
Verbreitungsgebiete des Grindwals

Die Säuger bevorzugen gemäßigte und kalte Gewässer; auf der Südhalbkugel bewohnen sie alle Ozeane, auf der Nordhalbkugel nur den Atlantik. Der dreißigste Breitengrad nördlicher wie südlicher Breite bildet jeweils die ungefähre Grenze der voneinander getrennten Verbreitungsgebiete. Im Nordpazifik gab es einst Grindwale, sie starben aber ohne menschliches Zutun aus unbekannten Gründen etwa im 10. Jahrhundert aus.
In europäischen Gewässern ist der Wal fast überall anzutreffen, insbesondere um Island, in der Barentssee, vor der Küste Norwegens und nördlich von Großbritannien. Im Mittelmeer trifft man ihn häufig im Bereich der Straße von Gibraltar und Korsika. Weniger häufig sind die Tiere im Tyrrhenischen Meer und der Adria sowie der Nordsee. Im südlichen Teil der Nordsee sowie in der Ostsee sind sie sehr seltene Irrgäste.

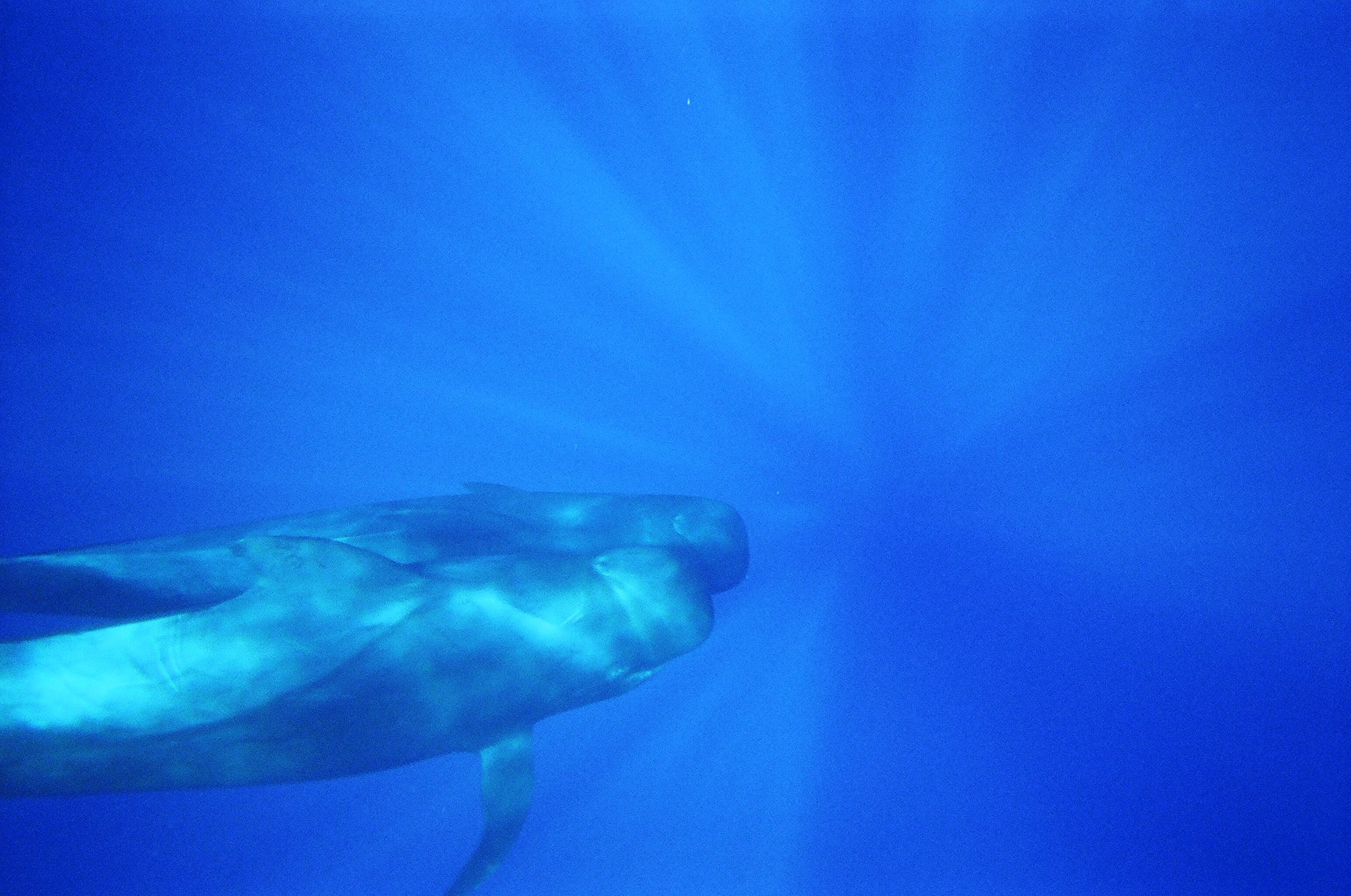
Pilotwale bei den Kanarischen Inseln

Im gesamten Verbreitungsgebiet bevorzugen die Grindwale das offene Meer und sind nur relativ selten in Küstennähe zu sehen. Im Bereich der Orkney und Shetland-Inseln sowie der Färöer ziehen jedoch regelmäßig große Schulen an den Küsten entlang.

## Lebensweise

Größenvergleich mit Taucher

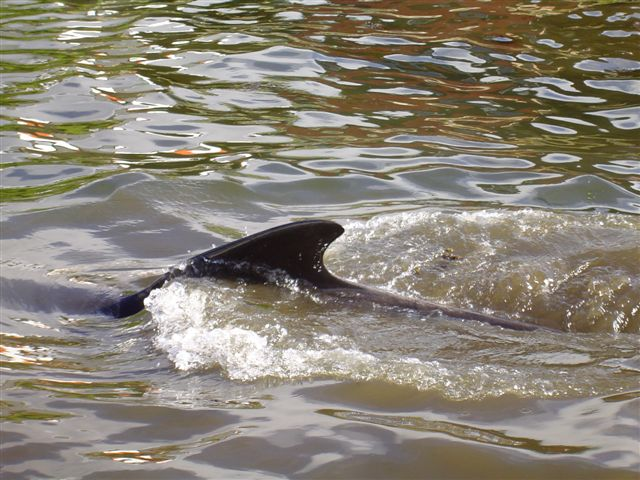
Ein Grindwal bei den Färöern in einem Fjord.

Täglich braucht ein Grindwal 50 Kilogramm Nahrung, die sich vor allem aus Kopffüßern sowie in viel geringerem Umfang aus Fischen zusammensetzt. Bei der meist nächtlichen Nahrungssuche tauchen die Wale in Tiefen bis zu 600 Meter ab. Die Tauchgänge dauern dabei selten länger als fünf bis zehn Minuten. Zumindest bei Neufundland und um die Färöer ist ihre Verbreitung jeweils eng an das Vorkommen einer Tintenfischart gekoppelt: Bei Neufundland handelt es sich dabei um Illex illecebrosus, bei den Färöern um Todarodes sagittatus. Letztere Art stellt wahrscheinlich die wichtigste Nahrungsquelle für die Grindwale Europas dar.
Nach derzeitigen Erkenntnissen gibt es mit dem Schwertwal (Orcinus orca) und einigen großen Haien nur sehr wenige natürliche Feinde für die Grindwale. Allerdings stellen auch diese wohl nur eine geringe Bedrohung dar, da sehr wenige Grindwale mit Wundmalen gefunden werden konnten.
Grindwale leben wie die meisten Delfine in Gruppen, die als Schulen bezeichnet werden. Diese bestehen durchschnittlich aus zwanzig Tieren, zu Zeiten des saisonalen Hauptauftretens der Beutetiere konnten jedoch auch schon Schulen von bis zu 600 Individuen beobachtet werden. Dabei kommt es nicht selten vor, dass sich Grindwalschulen mit anderen Kleinwalen vergesellschaften, vor allem mit Großen Tümmlern oder Rundkopfdelfinen. Das Sozialgefüge der Schulen ist hoch entwickelt und die Angehörigen der Gruppe folgen immer einem Leittier (meistens einem dominanten Männchen). Aus diesem Verhalten leitet sich auch der Name Pilotwal ab.
In der Regel ziehen die Pilotwale mit einer gemächlichen Geschwindigkeit von ungefähr 6 km/h durchs Meer, bei Gefahr können sie allerdings bis zu siebenmal schneller sein. Außerhalb der Zeiten der Nahrungsaufnahme schwimmen und atmen die Grindwale weitgehend synchron, zur Nahrungssuche verteilen sie sich. Während der jahreszeitlichen Wanderungen finden sie sich zu großen Herden von mehreren hundert oder gar tausend Tieren zusammen. Die Wanderungen selbst sind offensichtlich durch das jahreszeitlich gebundene Vorkommen von Tintenfischen bedingt, denen die Wale folgen. Längere Wanderungen sind allerdings nicht bekannt.

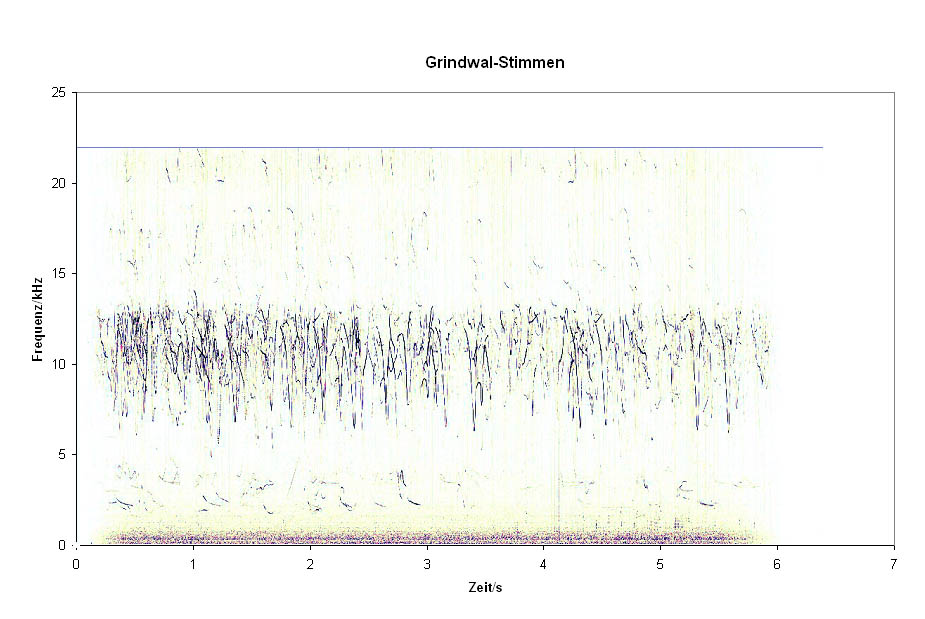
Zum Klangbeispiel gehörende Zeit-Frequenz-Analyse

Die Kommunikation sowie die Echoorientierung erfolgt über ein umfangreiches Tonrepertoire mit Pfiffen im Frequenzbereich von drei bis 18 Kilohertz. Diese Pfiffe werden etwa 14- bis über 40-mal pro Minute ausgestoßen.

## Strandungen
Das Sozialverhalten wird den Grindwalen manchmal zum Nachteil: Wird eines der Tiere verwundet, schwimmt es in Panik davon. Die gesamte Schule folgt dem verletzten Tier, wobei sie oft in flaches Wasser gerät. Einmal im seichten Wasser, können sich die Grindwale nicht mehr orientieren. Auch den immer wieder vorkommenden Massenstrandungen liegt vielleicht dieselbe Ursache zugrunde. Eine andere Theorie besagt, dass beim Leittier einer Gruppe durch Umwelteinflüsse oder Krankheit das Echo-Ortungssystem versagt, wodurch es die ganze Gruppe fehlleitet und auf die Küste zuführt. Auch Anomalien des Erdmagnetfeldes, Schiffslärm und Angriffe durch Haie sind als Ursachen in der Diskussion. Nur eine Minderheit findet ins Meer zurück, auch wenn Menschen versuchen, die dunklen Tiere in der Sonne durch Begießen mit Meerwasser zu kühlen.
Auf Neuseeland strandeten wiederholt Grindwale in großer Anzahl. Die größte Massenstrandung mit 1000 Individuen ist aus 1918 von der Insel Chatham bekannt, 1985 waren es 450 in Auckland. In den letzten 10 Jahren geschahen 9 Strandungen an der Landzunge Farewell Spit, zwei davon im Februar 2017: Eine mit 400 und eine am Folgetag mit 200 Tieren. Am 23. März 2018, etwa 300 Kilometer südlich der Großstadt Perth (Westküste Australiens), sind mehr als 150 Wale an die Küste getrieben worden. Mehr als die Hälfte der Tiere war bereits tot. Im September 2020 strandeten auf der australischen Insel Tasmanien rund 270 Grindwale, ebenso im September 2022 mit rund 230 Exemplaren. Im Juli 2023 strandeten in Schottland rund 55 Grindwale auf der zu den Äußeren Hebriden gehörenden Insel Lewis und an der Westküste Australiens 100 Grindwale am Cheynes Beach östlich der Stadt Albany.

## Fortpflanzung und Entwicklung

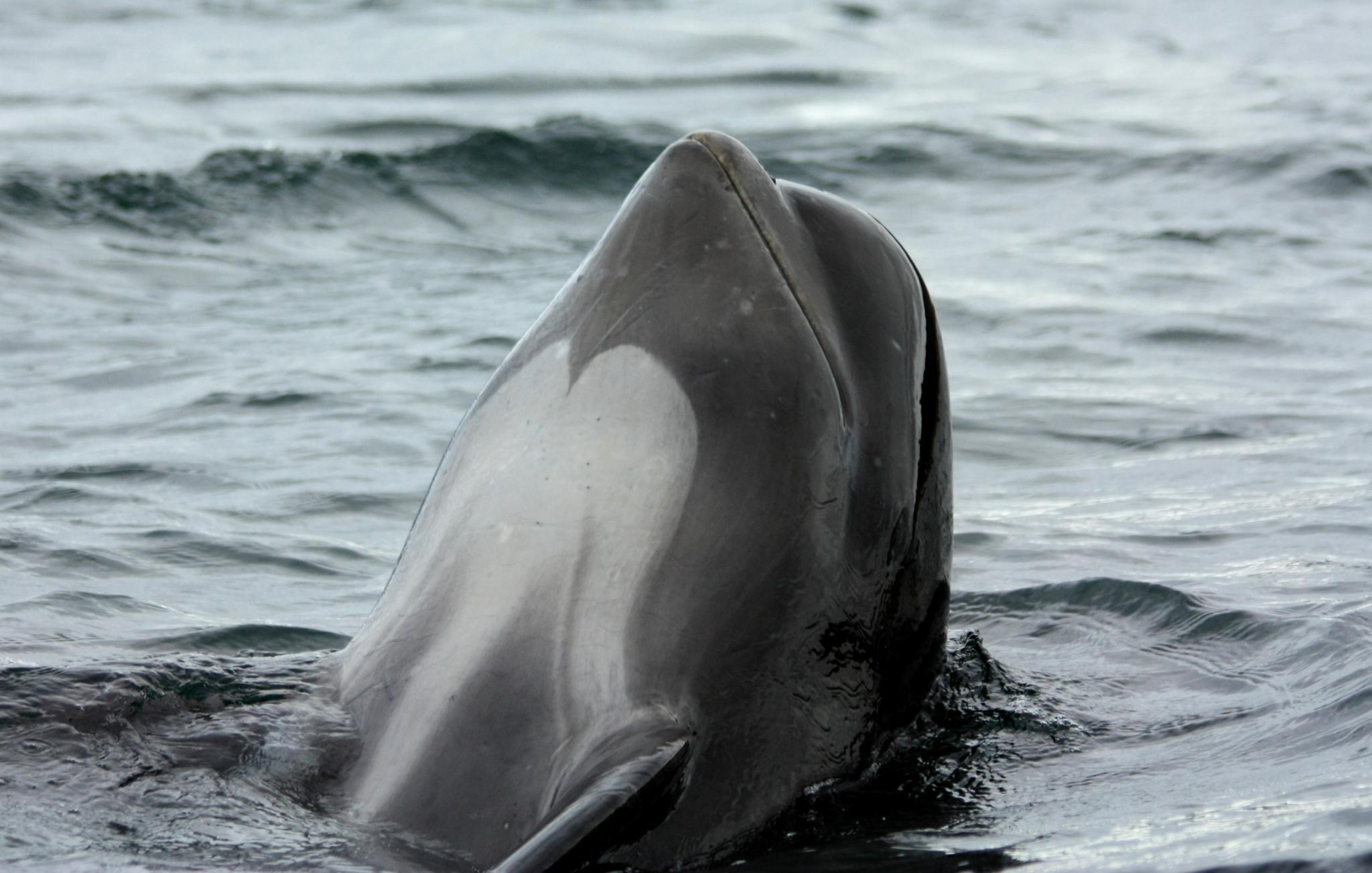
Pilotwal bei der Kap-Breton-Insel

Die Weibchen werden mit etwa sechs bis zehn Jahren geschlechtsreif, die Männchen erst im ungefähr doppelten Alter. In den europäischen Gewässern liegt die Hauptpaarungszeit in den Monaten April und Mai. Innerhalb einer Schule verpaaren sich nur die dominanten Männchen mit den Weibchen. Die zahlreichen Funde von Kampfspuren an männlichen Tieren deuten auf Rivalenkämpfe hin. Dabei sind die Tiere offensichtlich polygyn, ein Männchen verpaart sich also mit mehreren Weibchen. Langjährige Beziehungen existieren nicht. Allerdings gibt es mehrere dominante Männchen in einer Schule. Mit genetischen Untersuchungen konnte nachgewiesen werden, dass nicht alle Jungtiere einer Schule auch von den in dieser Gruppe lebenden Männchen stammen, es kommt also relativ häufig zu Fremdpaarungen, wenn sich mehrere Schulen treffen.
Von der Zeugung bis zur Geburt verstreichen fünfzehn bis sechzehn Monate, die Geburtszeit liegt also in den Sommermonaten. Die Jungtiere sind bei der Geburt zwischen 1,60 und 1,90 Meter lang. Bereits nach etwa zwei Monaten bekommen sie ihre ersten Zähne, ein vollständiges Gebiss liegt nach etwa einem Jahr vor. Das Geschlechterverhältnis der neugeborenen Wale ist leicht zugunsten der männlichen Tiere verschoben. Wegen einer deutlich höheren Mortalität der Männchen liegt es für Tiere im fortpflanzungsfähigen Alter dann bei 60 Prozent Weibchen zu 40 Prozent Männchen.
Das Weibchen kümmert sich durchschnittlich vier Jahre lang um seinen Nachwuchs und ist erst danach wieder paarungsbereit. Das Jungtier wird in den ersten beiden Jahren gesäugt, frisst aber bereits ab dem ersten Lebensjahr auch Tintenfische. Die Lebenserwartung der Grindwale wird auf durchschnittlich 30 bis 50 Jahre geschätzt, das älteste bekannte Tier war ein Weibchen von 57 Jahren.

## Systematik
Der Grindwal bildet gemeinsam mit dem Kurzflossen-Grindwal (Globicephala macrorhynchos) die Gattung der Grindwale (Globicephala) innerhalb der Familie der Delfine (Delphinidae). Der Zwerggrindwal (Feresa attenuata) zählt hingegen trotz seines deutschen Trivialnamens nicht zu dieser Gattung.
Erstmals wissenschaftlich beschrieben wurde der Grindwal 1809 von Thomas Stewart Traill als Delphinus melas. 1828 wurde dem Wal eine eigene Gattung Globicephala zugestanden, diese wurde 1898 bestätigt. In der Folge wurde der Artname in die weibliche Form Globicephala melaena überführt, die heute synonym neben der nach der Prioritätsregel des International Code of Zoological Nomenclature eigentlich gültigen Bezeichnung Globicephala melas genutzt wird.
Innerhalb der Grindwale gibt es eine Reihe von Populationen, die sich anhand der Färbung und Größe leicht unterscheiden. Unsicherheit herrscht darüber, ob die Grindwale der südlichen Ozeane als eigene Unterart Globicephala melas edwardii von den nördlichen Tieren getrennt werden sollten.
So unterscheiden manche Autoren eine im Nordatlantik beheimatete Unterart (Globicephala melas melas) von einer Unterart der südlichen Hemisphäre (Globicephala edwardii).

## Menschen und Grindwale

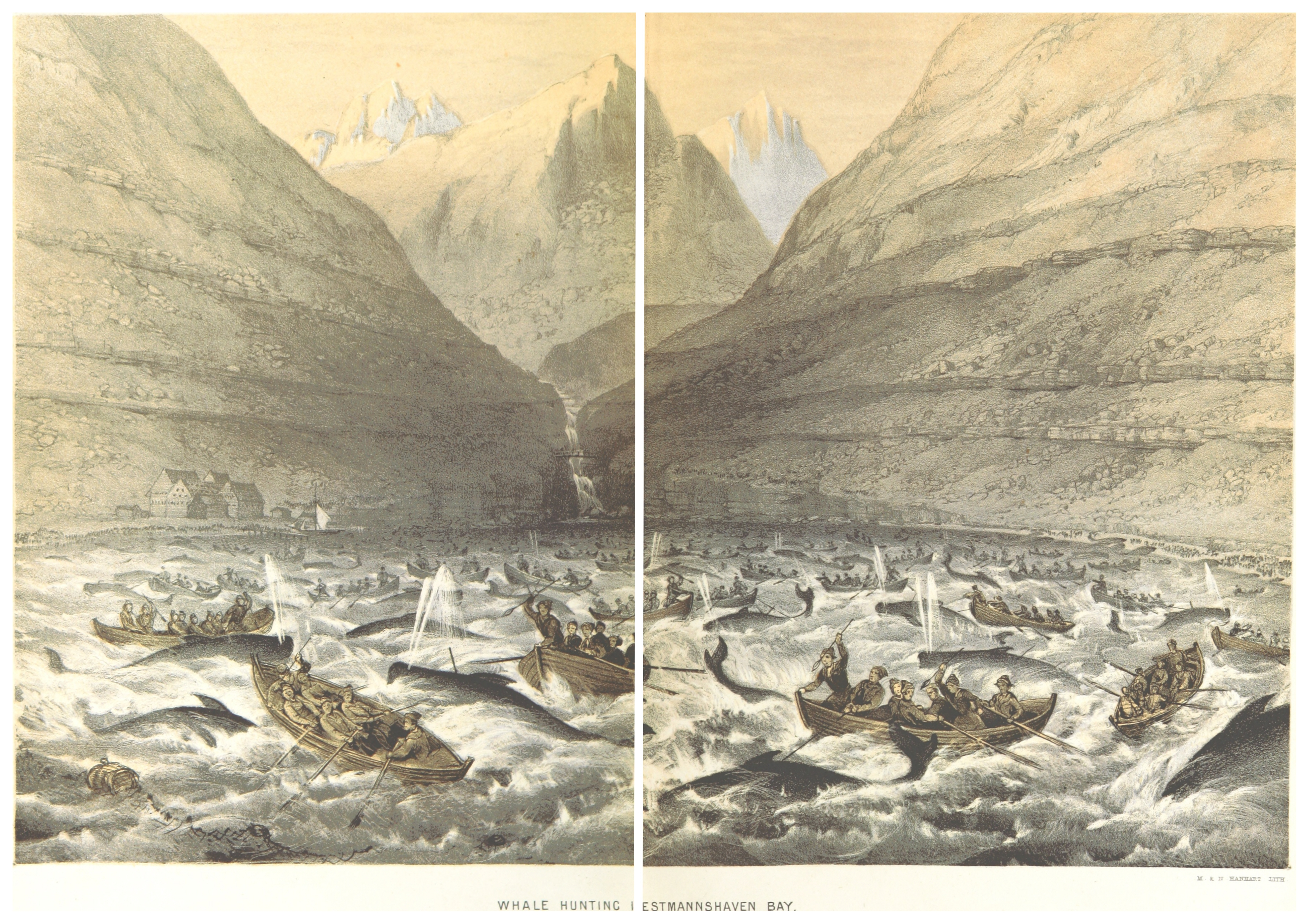
Grindadráp auf den Färöern. Lithografie von 1854

Grindwale werden seit langer Zeit von Menschen gejagt. Großbritannien, die USA und Norwegen haben früher viele Grindwale gefangen, wegen der abnehmenden Bestände wurde die Jagd aber zumeist eingestellt. Noch immer wird der Grindwal traditionell auf den Färöern gefangen, wenn er sich in die engen Fjorde der nordatlantischen Inselgruppe verirrt. Diese traditionelle Jagd wird Grindadráp genannt. Neben den Färöern fand der intensivste Grindwalfang an den Küsten Neufundlands statt. Die Bestände der Wale dort brachen jedoch in den frühen 1970er Jahren zusammen, und der Walfang wurde eingestellt. Neben der traditionellen Jagd auf den Grindwal werden die Tiere nicht selten als Beifang gefangen, vor allem beim Schwertfischfang in Italien und beim Makrelenfang vor den USA.
Wie bei vielen anderen Walen stellt auch für den Bestand der Grindwale die Verschmutzung der Meere die Hauptbelastung dar. Da sie an der Spitze der Nahrungskette stehen, reichern sich in der Muskulatur und der Leber sowie in den Nieren Schwermetalle wie Quecksilber, Blei oder Cadmium an. In der Speckschicht kommt es vor allem zu Einlagerungen von fettlöslichen Umweltgiften wie polychlorierten Biphenylen (PCB) oder (mittlerweile abnehmend) Dichlordiphenyltrichlorethan (DDT) und dessen Abbauprodukt Dichlordiphenyldichlorethen (DDE). Am 28. November 2008 berichtete das Wissenschaftsmagazin New Scientist, dass die Gesundheitsbehörde der Färöer dazu aufgerufen hat, ab sofort kein Fleisch von Grindwalen mehr zu verzehren, da es aufgrund der hohen Konzentration an Giftstoffen nicht für den menschlichen Verzehr geeignet ist.
Der aktuelle Bestand der Art im nördlichen Atlantik wird auf über 100.000 Tiere geschätzt. Entsprechend gilt sie als häufig und wenig gefährdet. Der Grindwal fällt wie alle Kleinwale nicht unter die Schutzbestimmungen der Internationalen Walfangkommission (IWC). Er ist allerdings im Anhang II des Washingtoner Artenschutz-Übereinkommens aufgeführt. Der internationale Handel mit Grindwalprodukten ist somit untersagt. Die IUCN listet die Art mit „nicht gefährdet“ (Least Concern).